# 넷로그

로고

넷로그(Netlog, 과거 이름: 페이스박스/Facebox, 빙박스/Bingbox)는 지금은 운영을 하지 않는 벨기에의 소셜 네트워킹 서비스 (SNS)이다. 넷로그에서 회원들은 자신만의 웹페이지를 만들고 새로운 사람을 만나고 대화하고 게임을 즐기고 동영상을 공유하고 블로그를 게시할 수 있다.
1999년 ASL.TO라는 이름으로 설립되었다. 2002년 이 웹사이트의 이름은 레드박스(Redbox)로 변경되었다. 2005년 유럽 안팎의 국가들에서 이용이 가능해졌다. 약 1년 후, 이 웹사이트의 이름은 넷로그로 정착되었다. 2007년, 넷로그는 28,000,000명의 회원을 끌어들였으며 그 뒤로 수년 간 성장을 유지했다. 극에 달했을 때에는 20개 언어 이상 94,000,000명의 등록 회원 수를 보유하였다고 사이트는 주장하였다.
2011년 1월, 넷로그는 주로 소셜 미디어에 집중하는 글로벌 미디어 그룹인 매시브 미디어의 일부가 될 것이라고 발표하였다.
2018년 9월, 넷로그의 홈페이지는 웹사이트가 2015년부터 더 이상 서비스하지 않는다고 발표하였다.